# 브록맨바위쥐
브록맨바위쥐(Myomyscus brockmani)는 쥐과에 속하는 설치류의 일종이다. 중앙아프리카공화국과 에티오피아, 케냐, 소말리아, 수단, 탄자니아, 우간다에서 발견되며, 콩고에서도 서식하는 것으로 추정하고 있다. 자연 서식지는 건조 사바나 지역과 암반 지대이다.